# Чарлз Буковскі
Генрі Чарлз Буковскі (англ. Charles Bukowski; 16 серпня 1920, Андернах, Німеччина — 9 березня 1994, Лос-Анджелес, США) — американський поет, романіст, новеліст польсько-німецького походження. Автор шести романів, понад тридцяти збірок поезії, шістнадцяти збірників оповідань і одного сценарію для фільму.
Як стверджує Девід Стівен Калон — дослідник творчості Буковскі й редактор декількох його книг, протягом усього життя об'єктами творчості письменика були класична музика, самотність, алкоголізм, автори, якими він захоплювався, випадки з життя, письменництво, натхнення, жінки, секс, кохання й кінські перегони.
Буковскі у творах значною мірою чудово передає атмосферу та географію свого рідного міста Лос-Анджелеса, і характеризується на акцентуванні життя бідного маргінального білого прошарку населення. Автор відзначався небаченою продуктивністю, написав тисячі віршів, сотні коротких оповідань і шість романів, що в кінцевому підсумку вийшло на сторінках 110-ти книг.
Прибічник естетики, що розвивали бітники, богемні кола Америки 40-60-х — представники так званої «натуралістичної» школи.

## Біографія
Після епізоду зі шкільного життя, описаного в романі, коли вчителька розхвалювала перед класом написаний Чінаскі (головний герой роману, друге «я» автора), розповідь про надуману зустріч з президентом Гувером, він зробив для себе важливий висновок: «так ось, що їм треба насправді: брехня, красива брехня». Активне небажання оточуючих бачити неприємну правду стає для Буковскі тим життєвим переживанням, що надалі мало відображення в його долі, визначило його долю та напрямок творчості.
Після закінчення середньої школи в 1939—1941, вчиться в Міському коледжі Лос-Анджелеса, на факультеті журналістики і англійської мови. На початку Другої світової війни кидає коледж, їде в Нью-Йорк, потім — Філадельфію, де був психіатрами визначений недійсним до служби в армії за причиною «антисоціальності». Блукає країною, займається різного роду випадковими підробітками. Працював на залізниці в ремонтній бригаді, в американському Червоному хресті — понад ста місць, в різних містах і штатах. Голодуючи і обмежуючи себе одним шоколадним батончиком на день, пише по 4-5 оповідань і віршів на тиждень і відправляє в різноманітні журнали. Оповідання поверталися назад, і тільки в 1944 два з них були надруковані в журналах «Історія» і «Портфоліо».
Після цього він робить перерву в своїй творчості, що протягнеться 10 років. Ці роки були витрачені на скитання «в людях» та здобуття особистого досвіду. Він веде майже бродячий спосіб життя, наповнюючи своє існування алкоголем, пошуком невеликих заробітків та випадковими любовними та сексуальними зв'язками. Навколо нього обертаються люди «дна», котрі не бачать сенсу в своєму існуванні. В баченні Буковскі, вони принаймні, не брехали, закриваючи очі на те, що їм не хочеться бачити, і в цьому сенсі були ближчими до правди життя.

### Романи
- 1971 — Поштамт / Post Office
- 1975 — Фактотум / Factotum
- 1978 — Жінки / Women
- 1982 — Сендвіч із шинкою / Ham On Rye
- 1989 — Голлівуд / Hollywood
- 1994 — Макулатура / Pulp

### Збірки віршів
- 1960 — Flower, Fist, and Bestial Wail
- 1962 — Poems and Drawings
- 1962 — Longshot Poems for Broke Players
- 1962 — Run with the Hunted
- 1963 — It Catches My Heart in Its Hands
- 1965 — Crucifix in a Deathhand
- 1965 — Cold Dogs in the Courtyard
- 1966 — The Genius of the Crowd
- 1967 — 2 by Bukowski
- 1967 — The Curtains Are Waving
- 1968 — At Terror Street and Agony Way
- 1968 — Poems Written Before Jumping Out of an 8 Story Window
- 1969 — A Bukowski Sampler
- 1969 — The Days Run Away Like Wild Horses Over the Hills
- 1970 — Fire Station
- 1972 — Mockingbird Wish Me Luck
- 1972 — Me and Your Sometimes Love Poems
- 1973 — While the Music Played
- 1974 — Burning in Water, Drowning in Flame
- 1975 — Africa, Paris, Greece
- 1976 — Scarlet
- 1977 — Maybe Tomorrow
- 1978 — Legs, Hips and Behind
- 1979 — Love Is a Dog from Hell
- 1979 — Play the Piano Drunk Like a Percussion Instrument Until the Fingers Begin to Bleed a Bit
- 1982 — Dangling in the Tournefortia
- 1984 — War All the Time
- 1984 — Horses Don't Bet on People & Neither Do I
- 1986 — You Get So Alone at Times That It Just Makes Sense
- 1988 — The Roominghouse Madrigals
- 1988 — Beautiful & Other Long Poems
- 1990 — Septuagenarian Stew
- 1991 — People Poems
- 1992 — The Last Night of the Earth Poems
- 1996 — Betting on the Muse
- 1998 — Bone Palace Ballet
- 1999 — What Matters Most Is How Well You Walk Through the Fire
- 2000 — Open All Night
- 2001 — The Night Torn Mad with Footsteps
- 2003 — Sifting Through the Madness for the Word, the Line, the Way
- 2003 — As Buddha Smiles
- 2004 — Вспышка молнии за горой / The Flash of the Lightning Behind the Mountain
- 2005 — Slouching Toward Nirvana
- 2006 — Come on In!
- 2007 — The People Look Like Flowers at Last
- 2007 — The Pleasures of the Damned
- 2009 — The Continual Condition

### Збірки оповідань
- 1965 — Confessions of a Man Insane Enough to Live with Beasts
- 1966 — All the Assholes in the World and Mine
- 1969 — Notes of a Dirty Old Man
- 1972 — Erections, Ejaculations, Exhibitions, and General Tales of Ordinary Madness
- 1973 — South of No North
- 1983 — Hot Water Music
- 1983 — Tales of Ordinary Madness
- 1983 — The Most Beautiful Woman in Town
- 2008 — Portions from a Wine-Stained Notebook
- 2010 — Absence of the Hero
- 2011 — More Notes of a Dirty Old Man

### Сценарії
- 1984 — Barfly

## Поштамт
«Поштамт», свій перший роман, Буковскі написав у п'ятдесят років. Витратив на це двадцять ночей, двадцять пінт віскі, тридцять п'ять шісток пива і вісімдесят сигар. «Поштамт» — не лише історія дванадцяти років марудної праці на чорній роботі, — це дотепний і сентиментальний гімн життю в усіх його проявах, без реверансів і цензури.

## Переклади українською
У 2008 році видавництво Факт випустило «Поштамт» українською мовою у перекладі Іллі Стронґовського. Переклад Стронґовського — перша ґрунтовна публікація Чарльза Буковскі в українському перекладі. Український переклад Поштамту здобув перемогу на Х Всеукраїнському рейтингу «Книжка року 2008» у номінації «Красне письменство — сучасна зарубіжна проза». Водночас переклад зазнав критики через невідповідність духові оригіналу, зловживання «екзотичною» лексикою і невиправданими словесними новотворами (зокрема, з боку літературознавця і критикеси Тетяни Трофименко).
У вересні 2018 року у видавництві Люта Справа вийшла поетична збірка Буковскі «Грай на піаніно п'яно ніби на ударних поки пальці ледь закровоточать/Play the Piano Drunk Like a Percussion Instrument Until the Fingers Begin to Bleed a Bit».). Видання відтворює автентичну книжку Чарлза 1979-го року і є білінгвою, де українські переклади поета Макса Лижова подані поруч із оригіналом. Збірка перемогла у XX Всеукраїнському рейтингу «Книжка року-2018» в номінації Поезія\Афористика, категорія — «Красне письменство». Артбук отримав низку українських і міжнародних відзнак із дизайну, зокрема best of the best Red Dot — найпрестижнішу дизайнерську нагороду у світі. Автори глітч-арт оформлення — дизайнер Дмитро Цапко і агенція «Tough Slate Design».
Романи
- Чарлз Буковскі. «Хліб із шинкою». Переклад з англійської: Гєник Бєляков. Київ: журнал «Всесвіт». 2013. № 9-10
- Чарлз Буковскі. «Сендвіч із шинкою». Переклад з англійської: Борис Превір. самвидавав. 2014. 439 стор. (epub)
  - (передрук) Чарлз Буковскі. «Сендвіч із шинкою». Переклад з англійської: Борис Превір. Київ: KM Books. 2017. 352 стор. ISBN 978-617-7535-46-0
- Чарлз Буковскі. «Фактотум» (скорочена версія). Переклад з англійської: Гєник Бєляков. Київ: журнал «Всесвіт». 2014. № 9-10
- Чарлз Буковскі. «Поштамт». Переклад з англійської: Ілля Стронґовський. Київ: Факт. 2008. 240 стор. ISBN 978-966-359-303-6
- Чарлз Буковскі. «Поштамт». Переклад з англійської: Борис Превір. Київ: KM Books. 2016 224 стор. ISBN 978-966-923-076-8
- Чарлз Буковскі. «Жінки». Переклад з англійської: Борис Превір. Київ: KM Books. 2018. 384 стор. ISBN 978-617-7535-65-1

Інша проза
- Чарлз Буковскі. Дороги в рай нема. Переклад з англійської: Т. Андрієвська // часопис «Сучасність». 2009. № 3/4. стор. 131—154.
- Чарлз Буковскі. Капітан пішов на обід, корабель захопили матроси. Переклад з англійської: Христина Михайлюк. Івано-Франківськ: Видавництво «П'яний корабель». 2019. 112 стор. ISBN 978-966-97561-5-2

Поезія
- Чарлз Буковскі. «Грай на піаніно п'яно ніби на ударних поки пальці ледь закровоточать/Play the Piano Drunk Like a Percussion Instrument Until the Fingers Begin to Bleed a Bit». Переклад з англійської: Макс Лижов. Київ: Люта Справа. 2018. 224 стор. ISBN 978-617-7420-23-0
- Чарлз Буковскі. «Вірші останньої ночі на Землі». Переклад з англійської: Мірек Боднар. Івано-Франківськ: Видавництво «П'яний корабель». 2022. 768 стор. ISBN 978-966-97561-8-3

## Інше
У фільмі «Різдво в Ель-Каміно» є однойменний герой, який веде аморальний спосіб життя, а в кінці навіть гине.